# Augustin Caneri
Augustin Caneri, francoski general, * 1885, † 1946.